# Chimakum-Sprachen

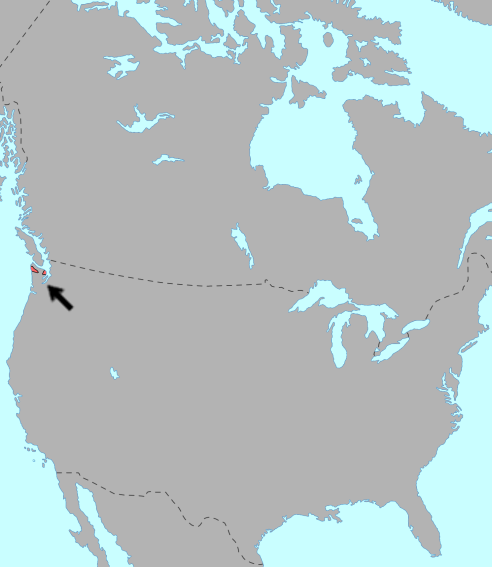
Verteilung der Chimakum-Sprachen vor Ankunft der Europäer

Chimakum ist eine aus zwei Einzelsprachen bestehende Sprachfamilie, die im Nordwesten des amerikanischen Bundesstaats Washington gesprochen wird. Die namensgebende Sprache Chimakum ist ausgestorben. Die andere Sprache der Familie, Quileute, hat noch ca. zehn Sprecher. Eventuell sind die Chimakum-Sprachen entfernt mit den Wakash-Sprachen verwandt, aber ihre Ähnlichkeit kann auch auf areale Kontaktphänomene zurückgeführt werden.

## Phonologie
Das für die beiden Sprachen zugrundeliegende Protosprache angesetzte Phoneminventar sieht wie folgt aus:
|                        | Labial | Alveolar stop | Alveolar frikativ | Lateral | Palatal | Velar | Labialisiert velar | Uvular | Labialisiert uvular | Glottal |
| ---------------------- | ------ | ------------- | ----------------- | ------- | ------- | ----- | ------------------ | ------ | ------------------- | ------- |
| Plosiv                 | p      | t             | ʦ                 |         | (ʧ)     | k     | kʷ                 | q      | qʷ                  | ʔ       |
| Ejektiv                | p’     | t’            | ʦ’                | t͡ɬ’     | (ʧ’)    | k’    | kʷ’                | q’     | qʷ’                 |         |
| Frikativ               |        |               | s                 | ɬ       | (ʃ)     | x     | xʷ                 | χ      | χʷ                  | h       |
| Sonorant               | m      | n             |                   | l       | j       |       | w                  |        |                     |         |
| Sonorant Glottalisiert | m̰      | n̰             |                   | l̰       | j̰       |       | w̰                  |        |                     |         |